# 4740 Veniamina
4740 Veniamina је астероид главног астероидног појаса чија средња удаљеност од Сунца износи 2,713 астрономских јединица (АЈ).
Апсолутна магнитуда астероида је 13,1.